# Balaeniceps rex
El picozapato (Balaeniceps rex) es una especie de ave pelecaniforme, el único miembro de la familia de los balenicipítidos y del género Balaeniceps. Su nombre común alude a la forma de su enorme pico. Tiene una forma general algo parecida a la de una cigüeña y anteriormente se ha clasificado con las cigüeñas en el orden Ciconiiformes basándose en esta morfología. Sin embargo, la evidencia genética lo ubica con los pelícanos y las garzas en los Pelecaniformes. El adulto es principalmente gris, mientras que los juveniles son más marrones. Vive en África oriental tropical en grandes pantanos desde Sudán del Sur hasta Zambia.

## Taxonomía y evolución

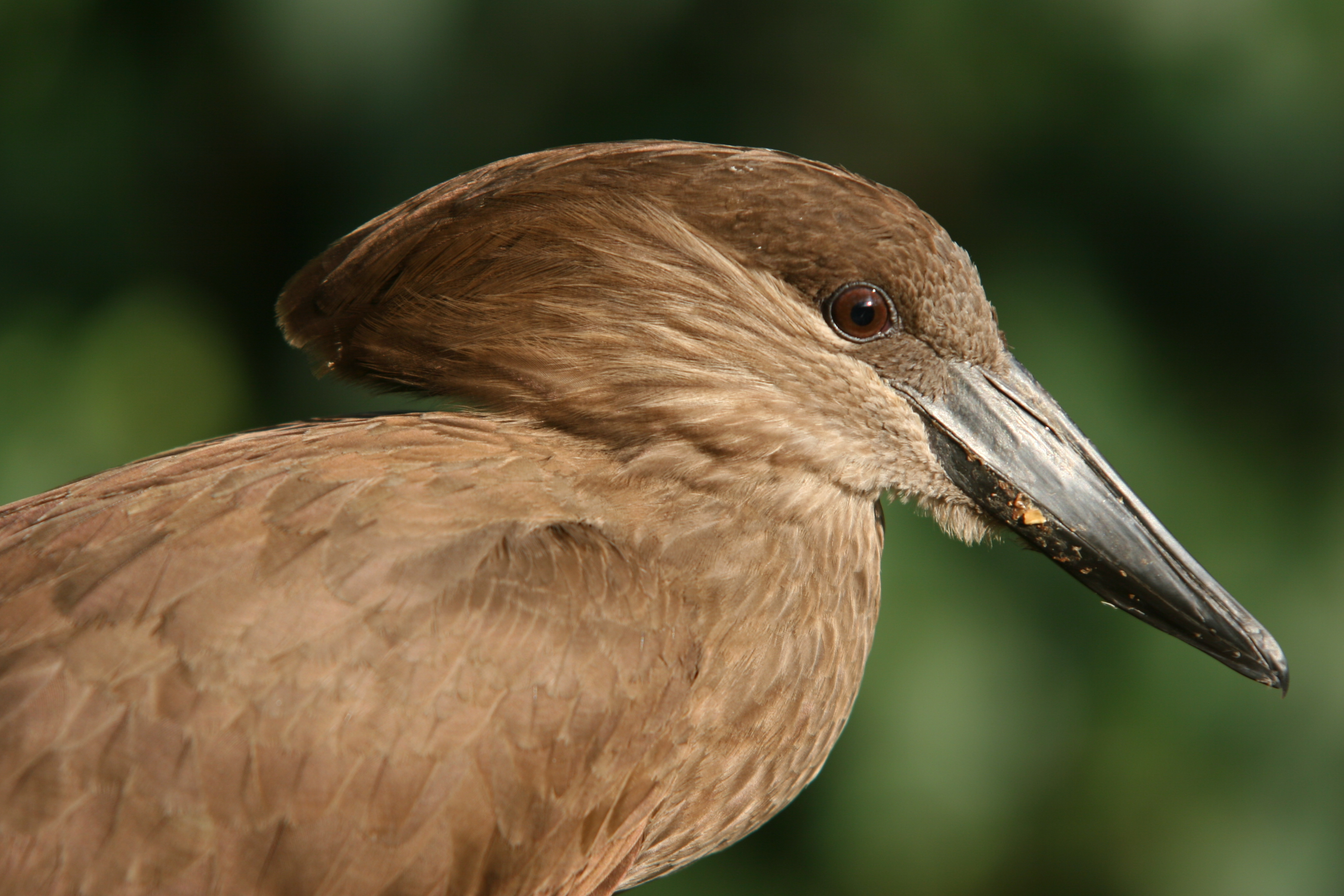
Los estudios moleculares sugieren que el avemartillo es el linaje hermano del picozapato.

En un principio se clasificó al picozapato dentro del clado Ciconiiformes, pero estudios moleculares posteriores lo han unido filogenéticamente al avemartillo dentro de Pelecaniformes.
Hasta ahora se han descrito dos parientes fósiles de los picozapatos; Goliathia del Oligoceno Inferior de Egipto y Paludavis del Mioceno Inferior del mismo país. Se ha sugerido que la enigmática ave fósil africana Eremopezus es pariente también, pero la evidencia ha corroborado la falsedad de dicha hipótesis. Todo lo que se sabe de Eremopezus es que fue un ave muy grande, probablemente del tipo de aves no voladoras con pies flexibles, lo que le permitía manejar bien la vegetación y las presas.

## Descripción
De color gris, nidifica en el suelo y suele poner dos huevos. Las crías presentan un plumaje de color amarronado. Su dieta se compone de peces y ranas que caza en las ciénagas y aguas estancadas del África tropical y oriental donde crece habitualmente el papiro.
El picozapato es un ave alta, con un rango de altura típico de 110 a 140 cm y algunos especímenes que alcanzan hasta 152 cm. La longitud desde la cola hasta el pico puede variar entre 100 y 140 cm y la envergadura de las alas es de 230 a 260 cm. Se ha informado que el peso ha oscilado entre 4 y 7 kg. Un macho pesará en promedio alrededor de 5.6 kg y es más grande que una hembra típica de 4.9 kg.
Se sabe muy poco de las costumbres y orígenes de esta ave sumamente difícil de observar en su medio natural, en parte debido a que se encuentra en peligro de extinción.[cita requerida] Existen algunos ejemplares en cautividad en varios zoológicos europeos.
La población mundial de picozapatos se estima entre 3,300 y 5,300 especímenes, según las estadísticas de 2012 de la asociación de conservación Birdlife International.
Debido a que viven en grandes e inaccesibles humedales, hay poco conocimiento sobre los números exactos.

## Comportamiento y ecología

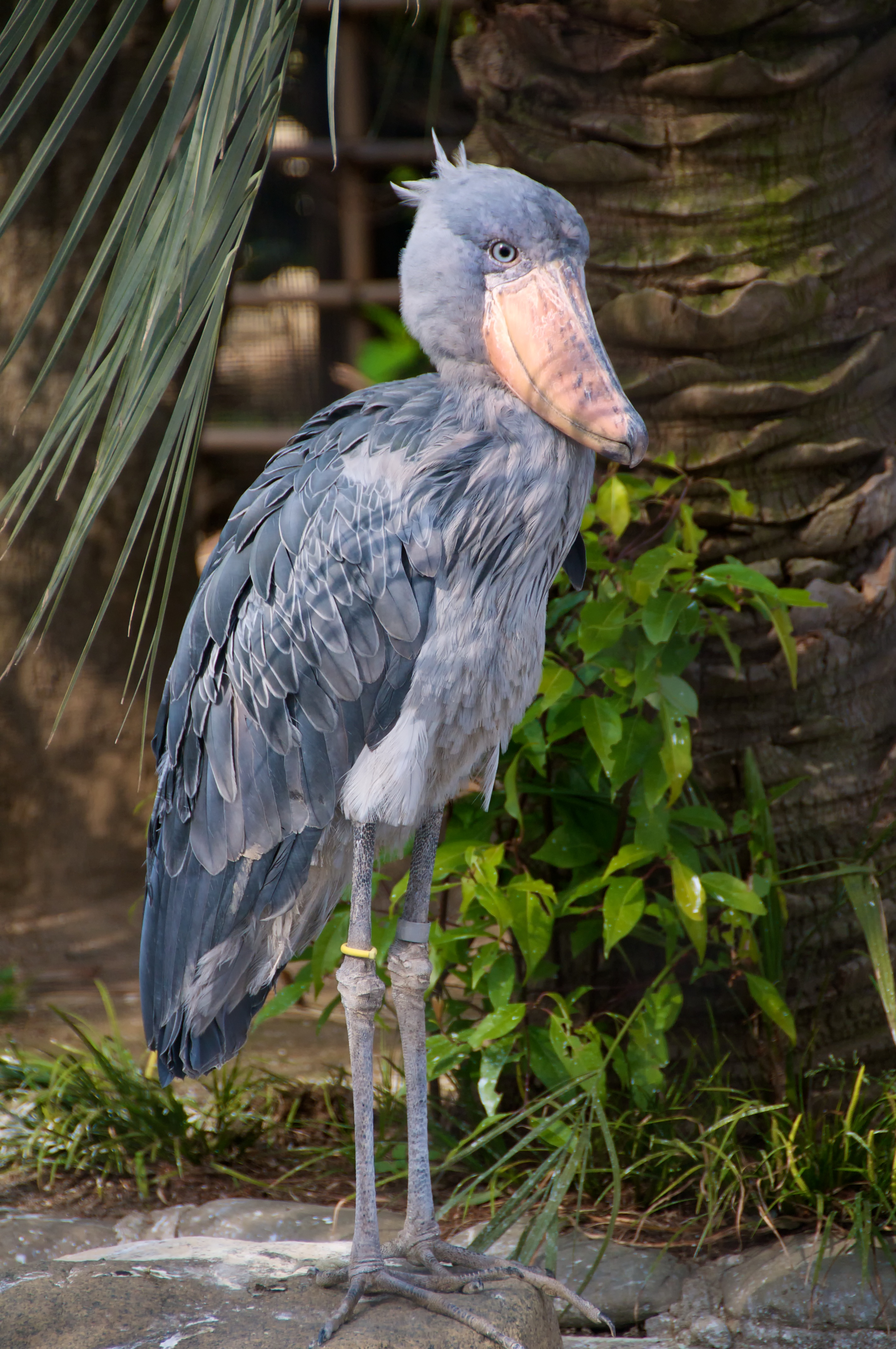
Un picozapato de pie en el zoológico de Ueno, Tokio.

El picozapato se caracteriza por sus movimientos lentos y su tendencia a permanecer quieto durante largos periodos, lo que hace que se describa a la especie como "de aspecto estatuario". Son bastante sensibles a las perturbaciones humanas y pueden abandonar sus nidos si los humanos los disturban. Sin embargo, mientras busca comida, si la vegetación densa se interpone entre él y los humanos, esta limícola puede ser bastante dócil. 
El picozapato se siente atraído por aguas poco oxigenadas, como pantanos, marismas y ciénagas, donde los peces salen a respirar con frecuencia. Excepcionalmente para un pájaro de este tamaño, el picozapato a menudo se posa en la vegetación flotante, lo que hace que parezca una jacana gigante, aunque la Garza Goliat de tamaño similar y ocasionalmente simpátrica (Ardea goliath) también es conocida por posarse en la vegetación acuática.  
Los piquituertos, al ser solitarios, forrajean a 20 m o más de distancia unos de otros, incluso cuando están relativamente poblados. Esta especie acecha a su presa pacientemente, de forma lenta y a la espera. Mientras caza, el picozapato da zancadas muy lentas y a menudo se queda inmóvil. A diferencia de otras grandes aves zancudas, esta especie caza exclusivamente con la vista y no se sabe que participe en la caza del táctil. Cuando ve a su presa, lanza un rápido y violento ataque. Sin embargo, dependiendo del tamaño de la presa, el tiempo de manipulación tras el golpe puede superar los 10 minutos. Alrededor del 60% de los golpes dan como resultado una presa. Con frecuencia, el agua y la vegetación son arrebatados durante el golpe y se derraman por los bordes de sus mandíbulas. La actividad de los hipopótamos puede beneficiar inadvertidamente al picozapato, ya que los hipopótamos sumergidos ocasionalmente obligan a los peces a salir a la superficie.

### Cría

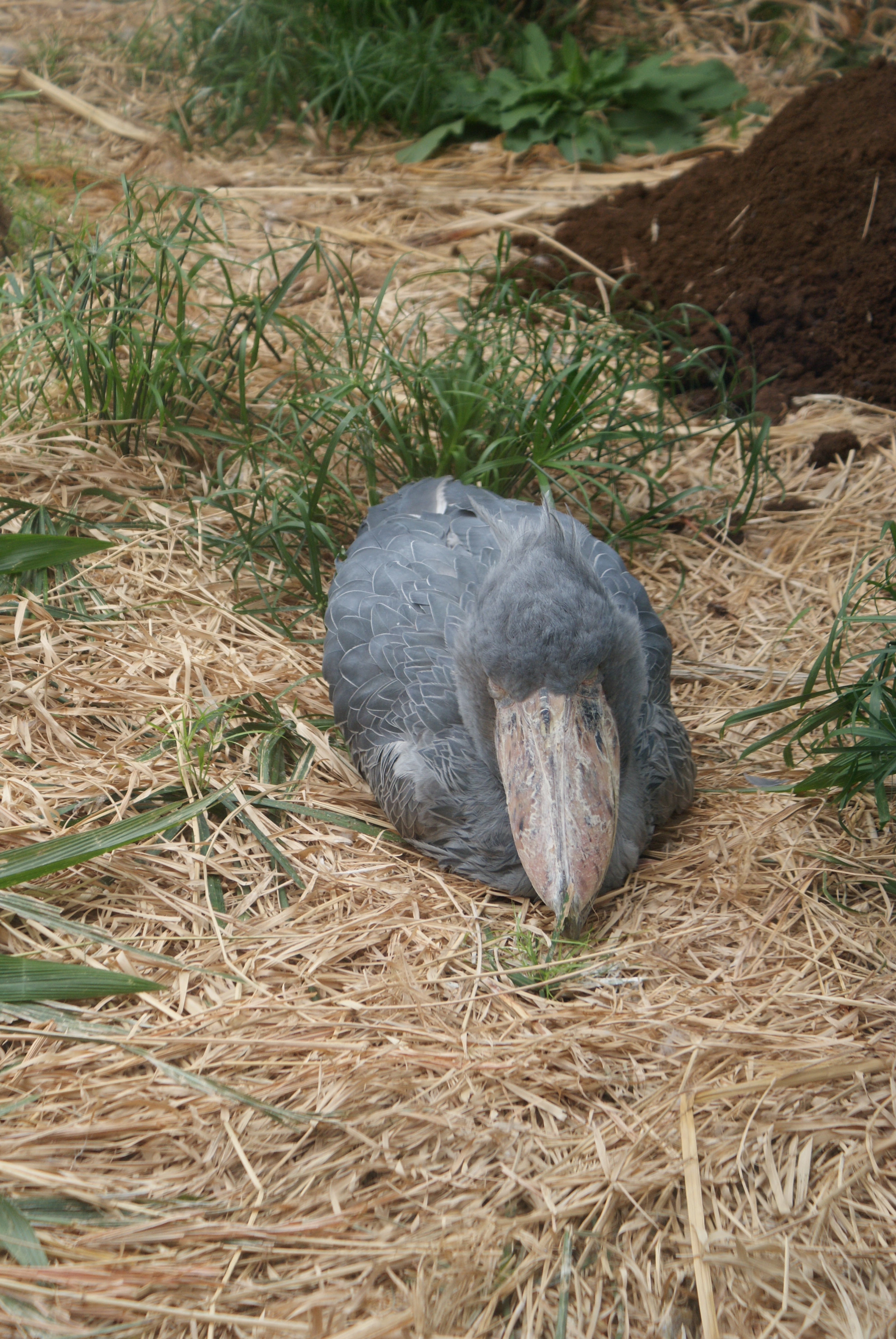
Un picozapato sentado en el zoológico de Praga, República Checa.

El carácter solitario de los picozapatos se extiende a sus hábitos reproductivos. Suelen anidar en menos de tres nidos por kilómetro cuadrado, a diferencia de las garzas, los cormoranes, los pelícanos y las cigüeñas, que anidan predominantemente en colonias. La pareja reproductora de picozapato defiende vigorosamente un territorio de 2 a 4 km² de extensión.  En el extremo norte y sur del área de distribución de la especie, la nidificación comienza justo después de que terminen las lluvias. En las regiones más centrales del área de distribución, puede anidar cerca del final de la estación húmeda para que los huevos eclosionen hacia el comienzo de la siguiente estación húmeda. Ambos padres se dedican a construir el nido en una plataforma flotante después de despejar un área de aproximadamente 3 m (3,3 yd) de ancho. La plataforma de anidación, grande y plana, suele estar parcialmente sumergida en el agua y puede tener hasta 3 m (9,8 pies) de profundidad. El nido en sí tiene un ancho aproximado de 1 a 1.7 m. Tanto el nido como la plataforma están hechos de vegetación acuática. Pone de uno a tres huevos blancos. Estos huevos miden 8 a 9 cm de alto por 56 a 61 mm y pesan alrededor de 164 gr. La incubación dura aproximadamente 30 días. Ambos progenitores crían, dan sombra, vigilan y alimentan al polluelo, aunque las hembras son quizá más atentas. Los alimentos son regurgitados enteros desde el gaznate directamente al pico de las crías. Los piqueros rara vez crían más de un polluelo, pero pueden incubar más. Los polluelos más jóvenes suelen morir y están destinados a servir de "reserva" en caso de que el polluelo mayor muera o esté débil. El vuelo se alcanza alrededor de los 105 días y los jóvenes pueden volar bien a los 112 días. Sin embargo, se les sigue alimentando posiblemente durante un mes o más después de esto. Los jóvenes piquituertos tardan tres años en alcanzar la madurez sexual plena.  
Los picozapato son escurridizos cuando anidan, por lo que hay que colocar cámaras para observarlos desde lejos y recoger datos sobre su comportamiento. Hay una ventaja para las aves que son reproductoras tempranas, ya que los polluelos son atendidos durante un período más largo.

### Voz
El picozapato es normalmente silencioso, pero realiza exhibiciones de repiqueteo en el nido. Cuando participan en estas exhibiciones, se ha observado que las aves adultas también emiten como un mugido vacuno, así como también gemidos agudos. Tanto los polluelos como los adultos se dedican a repiquetear durante la temporada de anidación como medio de comunicación. Cuando las crías piden comida, emiten un sonido muy parecido al hipo humano. En un caso, se oyó a un pájaro adulto volando emitiendo graznidos roncos, aparentemente como señal de agresión a una cigüeña de marabú cercana (Leptoptilos crumeniferus).

### Dieta
Los picozapato son en gran medida piscívoros pero son depredadores seguros de una gama considerable de vertebrados de los humedales. Las especies de presas preferidas han sido, según se informa, el pez pulmón jaspeado (Protopterus aethiopicus), el pez pulmón africano (Protopterus annectens) y Senegal bichir (Polypterus senegalus) y varias especies de Tilapia y siluro, este último principalmente del género Clarias. Otras presas consumidas por esta especie han sido ranas, serpientes de agua, monitores del Nilo (Varanus niloticus) y crías de cocodrilo. Más raramente, se han comido pequeñas tortugas, caracoles, roedores y pequeñas aves acuáticas.
Gracias a su pico enorme y afilado con amplia abertura, el picozapato puede cazar presas de gran tamaño, a menudo más grandes que otras aves zancudas. En los pantanos de Bangweulu de Zambia, los peces que come esta especie suelen estar en el rango de 15 a 50 cm. Las principales presas con las que se alimentaron los jóvenes fueron el siluro Clarias gariepinus,(syn. C. mossambicus) y las serpientes de agua. En Uganda, los peces pulmonados y los bagres se alimentaban principalmente de las crías. Se capturaron peces pulmonados y bagres más grandes en los humedales de Malagarasi, en el oeste de Tanzania. En este estudio, los peces de alrededor de 60 a 80 cm fueron capturados con bastante frecuencia y el pez más grande capturado por el picozapato medía 99cm de largo. los peces que superaban los 60cm eran generalmente cortados en secciones y tragados a intervalos. El proceso completo, desde la recogida hasta la deglución, oscilaba entre 2 y 30 minutos, dependiendo del tamaño de la presa. Sin embargo, estas grandes presas son relativamente difíciles de manejar y a menudo son el objetivo del águila pescadora africana (Haliaeetus vocifer), que con frecuencia roba las presas de las grandes aves zancudas. Las serpientes que depreda suelen tener una longitud de 50 a 60 cm (19,7 a 23,6 plg).

## Distribución y hábitat
El picozapato se distribuye en los pantanos de agua dulce del centro de África tropical, desde el sur de Sudán y Sudán del Sur hasta partes del este de la Congo, Ruanda, Uganda, el oeste de Tanzania y el norte de Zambia. La especie es más numerosa en la subregión del Nilo Occidental y en Sudán del Sur (especialmente en el Sudd, principal bastión de la especie); también es importante en los humedales de Uganda y Tanzania occidental. Se han notificado registros más aislados de picozapatos en Kenia, la República Centroafricana, el norte de Camerún, el suroeste de Etiopía y Malaui. También se han avistado vagabundos en la cuenca del Okavango, Botsuana y en el alto río Congo. La distribución de esta especie parece coincidir en gran medida con la del papiro y dipnoo. Suelen encontrarse en zonas de llanuras de inundación intercaladas con papiros y carrizales no alterados. Cuando los pico de zapato se encuentran en una zona con aguas profundas, es requisito un lecho de vegetación flotante. También se encuentran donde hay agua poco oxigenada. Esto hace que los peces que viven en el agua salgan a la superficie para tomar aire con más frecuencia, lo que aumenta la probabilidad de que un picozapato los capture con éxito. El picozapato no es migratorio y sus movimientos estacionales son limitados debido a los cambios de hábitat, la disponibilidad de alimentos y las molestias causadas por los humanos.
Los petroglifos de Oued Djerat, al este de Argelia, muestran que el picozapato se dio durante el Holoceno temprano mucho más al norte, en los humedales que cubrían el actual desierto del Sahara  en esa época.
El picozapato se encuentra en extensas y densas marismas de agua dulce. Casi todos los humedales que atraen a la especie tienen Cyperus papyrus y cañaverales de Phragmites y Typha no alterados. Aunque su distribución parece corresponder en gran medida a la distribución del papiro en África central, la especie parece evitar los pantanos de papiro puros y a menudo se siente atraída por zonas con vegetación mixta. Más raramente, la especie ha sido vista forrajeando en campos de arroz y en plantaciones inundadas.

## Estado de conservación
El picozapato, considerado raro y localizado, fue calificado como «vulnerable» por la Unión Internacional para la Conservación de la Naturaleza (IUCN) debido a la existencia de una única y pequeña población, estimada entre 3300 y 5500 individuos maduros dentro de una extensa área de ocurrencia. Esta población se encuentra en continua decadencia debido a la caza, a la perturbación de los nidos, a los incendios y modificaciones de su hábitat.

## Cultura popular
En 2019, el escritor Gabi Martínez publicó el libro Animales Invisibles donde narra la construcción del proyecto del mismo nombre que le ha llevado por el mundo en busca de animales legendarios, extintos o muy difíciles de ver con el propósito de explicar, además de a los animales protagonistas, a las geografías y sociedades de su entorno. En la primera entrega, incluyó al picozapato, la Gran Barrera de Coral, el yeti, el moa, el tigre blanco coreano y la danta.